# Annabella Piugattuk
Annabella Piugattuk (Iqaluit, 19 de dezembro de 1982) e é uma atriz canadense.
Tornou-se conhecida por seu papel em Desafio no Ártico (The Snow Walker, 2003). Ela cresceu em Igloolik, uma aldeia com uma população de 1286 pessoas na região de Nunavut. Desde sua estréia em Desafio no Ártico mudou-se para  Vancouver, Colúmbia Britânica.
Ela foi contactada por um agente de elenco sobre um teste para Desafio no Ártico quando dançava com alguns amigos em Igloolik. Como o personagem que ela representa em Desafio no Ártico, ela é uma cantora Inuit e sabe pescar, caçar e costurar roupas de pele de caribou.
Em 2004 recebeu uma nomeação para o prêmio Genie como melhor atriz.